# Schlacht von Harlaw
Die Schlacht von Harlaw (in schottisch-gälischer Sprache: Cath Gairbheach) ist ein Aufeinandertreffen von schottischen Clans vom 24. Juli 1411 nördlich von Inverurie in der ehemaligen Region Aberdeenshire. Es ist eine der Schlachten des Mittelalters, in denen die Barone im Nordosten Schottlands und die der Westküste gegeneinander gekämpft haben. Obwohl Harlaw oft als Konflikt zwischen Lowlandern und Highlandern beschrieben wurde, war Harlaw eine Schlacht innerhalb der Gälen, zwischen den schottisch-gälisch sprechenden aus dem Westen und den englisch sprechenden aus dem Osten.

## Hintergründe
Die Schlacht wurde wegen einer blutigen Rivalität um die Rechte an der Grafschaft Ross, einem großen Gebiet im Norden Schottlands, ausgetragen. Der Herzog von Albany und Regent Schottlands hatte im Namen seiner Enkelin, der kränkelnden Euphemia Leslie, 8. Countess of Ross, der Tochter von Alexander Leslie, 7. Earl of Ross, die 1411 in ein Kloster betrat, die Kontrolle über die Grafschaft übernommen. Die Grafschaft wurde von Domhnall, Donald of Islay, Lord of the Isles, der mit Mariota, der Tante Euphemias, verheiratete war, beansprucht.

## Die Schlacht und die Folgen
Nachdem Domhnall seine Verbündeten hinter sich gebracht hatte, den Clan MacLean mit seinem Anführer Red Hector of the Battles, den Clan MacLeod unter Fierce Ian of Dunvegan, den Clan Cameron unter dem Befehl von Donald Dubh und dem Clan Mackintosh unter dem ihres 10. Anführers Calum Beg, verfügte er über etwa 10.000 Männer.
Nachdem er die königliche Stadt Inverness verwüstet hatte, besiegte er die Kräfte des Clan MacKay und des Clan Fraser in Dingwall. Er besetzte die Burg Dingwall und rückte auf Aberdeen vor. Etwa 30 Kilometer vor der Stadt wurde er von einer eilig vom Earl of Mar, von James Scrymgeor, königlicher Standartenträger und Konstabler von Dundee, Alexander Ogilvy, Oberhaupt dieser Familie und erblicher Sheriff von Angus, Robert Davidson, Vogt von Aberdeen und der städtischen Miliz Aberdeens gestoppt, die zu Recht die Männer Domhnalls fürchteten.
Nach einem Tag heftiger Kämpfe ohne entscheidende Ergebnisse zogen sich Domhnall und seine Truppen während der Nacht zurück, um zu den Inseln der Westküste zurückzukehren. Der Earl of Mar hatte Aberdeen vor der Invasion gerettet, und weniger als ein Jahr später hatte der Herzog von Albany die gesamte Grafschaft zurückerobert und Domhnall zur Unterwerfung gezwungen. Nach dem Tod ihres Mannes im Jahr 1423 sowie desjenigen von John Stewart, 3. Earl of Buchan, der den Titel im Jahr 1424 wiedererlangt hatte, wurde Mariota schließlich im Jahre 1437 als Gräfin von Ross anerkannt und die Lords of the Isles behielten diesen Titel bis 1476.

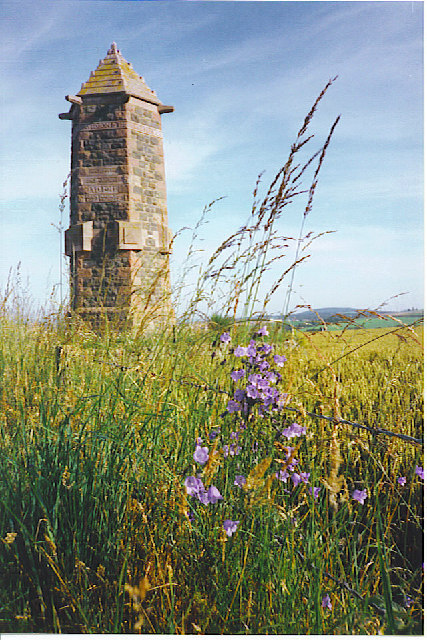
Das Harlaw-Denkmal

Die Heftigkeit der Kämpfe in Harlaw brachten ihm den Spitznamen „Red Harlaw“ ein. Die Erinnerung an diese Schlacht wird durch die Stiftung der Garioch-Kapelle durch den Earl of Mar und die Errichtung eines über 12 Meter hohen Denkmals im Jahr 1911 wach gehalten. Mehrere schottische Balladen, von denen eine in „The Antiquary“ von Walter Scott angesprochen wird, erinnern ebenfalls an die Schlacht.